# 2017年の経済
2017年の経済（2017ねんのけいざい）では、2017年の経済分野に関する出来事について記述する。
2016年の経済 - 2017年の経済 - 2018年の経済

## できごと

### 1月
- 4日
  -  東京株式市場取引初日（大発会）で日経平均479円高となり、景気回復への期待が広がった[1]。
  -  日本の16年社債発行額が5年ぶりの高額、11兆6939億円となった[2]。
  -  韓国の中央銀行は11月の経常収支(速報値)が89.9億ドルの黒字と発表した[3]。
  - ビットコインの為替レートが過去最高の1161.89ドルとなった[4]。
- 5日
  -  ともに三重県に本社を置く三重銀行と第三銀行が経営統合に向けて協議していることが判明[5]。
  -  日本銀行（日銀）は12月末の資金供給量が過去最高の437.4兆円となったと発表した[6]。
- 6日 -  日銀は2016年7-9月期の需給ギャップがマイナス0.31%と発表した[7]。
- 7日 -  中国の中央銀行は12月末の外貨準備高が3兆105億ドルと発表した。5年10カ月ぶりの低水準[8]。
- 11日
  -  ブラジルの中央銀行が政策金利を0.75%引き上げ、13%とした[9]。
  -  トルコリラが過去最安の対ドル為替レート、3.9417トルコリラとなった[10]。
- 12日
  -  ドイツの統計庁は16年の国内総生産(速報値)が前年比1.9％増と発表した[11]。
  -  財務省は11月の経常収支が1兆4155億円の黒字と発表した[12]。
- 19日 -  欧州中央銀行は11月のユーロ圏経常収支(季節調整後)が361億ユーロの黒字と発表した[13]。
- 20日 -  中国の国家統計局は10-12月期国内総生産が前年比で年率6.8％増と発表した[14]。
- 23日 -  北海道の信用金庫、江差信用金庫と函館信用金庫が合併し『道南うみ街信用金庫』発足[15]。
- 25日 -  ニューヨーク株式市場のダウ工業平均株価が、史上初の2万ドルの値をつけた[16]。
- 27日
  -  東芝が半導体事業の分社化を決定[17]。
  -  ダウ工業株30種平均が過去最高の2万0100.91ドルとなった[18]。
- 28日 -  アメリカ合衆国の商務省は10-12月期の国内総生産(速報値)が前期比1.9%増と発表した[19]。

### 2月
- 1日 -  ローソンとセーブオンがメガフランチャイズ契約を締結。今年の夏頃より長野県を除く5県501店舗を順次ローソンに転換し、2018年中にほぼ全店をローソンへ転換する予定[20][21]。
- 3日 -  韓国の中央銀行は2016年の経常収支(速報値)が987億ドルの黒字と発表した[22]。
- 6日
  -  トヨタ自動車とスズキが、次世代のエコカーや自動運転車の技術など幅広い分野で業務提携を結ぶことで基本合意したことを発表[23]。
  -  厚生労働省は12月の実質賃金(速報)が前年比0.4%減と発表した。所定内給与は0.5%増[24]。
- 9日
  -  メキシコの中央銀行は政策金利を0.5%引き上げ6.25%とした[25]。
  -  財務省は12月の経常収支が1兆1124億円の黒字と発表した[26]。
  -  三菱商事がローソンの株式の50.1%を取得。子会社化（ローソンは日本会計基準のため2月15日付で三菱商事が親会社となった）[27][28]。
  -  韓国と オーストラリアは100億豪ドル/9兆ウォン規模の二国間通貨スワップ協定を締結したと公表した。期限は2020年2月まで[29]。
- 10日 -  ダウ工業株30種平均が過去最高の2万269.37ドルとなった[30]。
- 17日
  -  ダウ工業株30種平均が過去最高の2万624.05ドルとなった[31]。
  -  総務省は2016年の実質消費支出が前年比1.8%減と発表した[32]。
  -  シンガポールの通産省は2016年の国内総生産が前年比2%増と発表した[33]。
- 20日
  -  ギリシャ中央銀行は12月の経常収支が9.3億ユーロの赤字と発表した[34]。
  -  モンゴルと 中国は150億元規模の二国間通貨スワップ協定を延長したと公表した[35]。
- 22日 -  ブラジルの中央銀行は政策金利を0.75%引き下げ12.25%とした[36]。
- 23日
  -  日産自動車はカルロス・ゴーン会長兼社長兼最高経営責任者（CEO）が4月1日付を以て社長兼CEOを退任、後任として西川広人共同CEOが社長に昇格するトップ人事を発表。なお、ゴーン社長は引き続き代表権のある会長を務め、ルノーや三菱自動車などグループ全体の経営の指揮に当たる[37]。
  -  欧州中央銀行は12月の季節調整後経常収支が310億ユーロの黒字と発表した[38]。
- 24日
  -  韓国の統計庁は2016年の実質消費支出が前年比0.4%減と発表した[39]。
  -  ダウ工業株30種平均が過去最高の2万821.76ドルとなった[40]。
  -  政府と経済団体連合会などの経済界が提唱する個人消費喚起キャンペーンのプレミアムフライデーが開始。
- 28日
  -  ともに三重県に本社を置く三重銀行と第三銀行が経営統合することで基本合意したことを発表した。2018年4月に持ち株会社を設立して両行を傘下に置き、両行の合併も検討する[41]。
  -  インド政府は10-12月の国内総生産が前年比7.0%増と発表した[42]。
  -  オーストラリア統計局は10-12月の経常収支が39億豪ドルの赤字と発表した[43]。

### 3月
- 1日
  -  特許庁は色と色を組み合わせた「色彩」を初めて商標として登録すると発表。日本における『色彩商標』第一号として、セブンイレブン・ジャパンが看板などで使用する「白地にオレンジ・緑・赤のストライプ」、トンボ鉛筆が「MONO」ブランドの消しゴムカバーで使用する「青・白・黒のストライプ」の2つが登録された[44]。
  -  ダウ工業株30種平均が過去最高の2万1115.55ドルとなった[45]。
  -  アメリカの商務省は12月の個人消費支出が前年比1.9%増と発表した[46]。
  -  オーストラリア政府は10-12月の国内総生産が前期比1.1%増と発表した[47]。
  -  財務省は2016年末の利益剰余金(内部留保)が過去最高の375兆円となったと発表した[48]。
- 2日 -  日銀は2月末の資金供給量が433.6兆円となったと発表した[49]。
  - ビットコインの為替レートが過去最高の1263.72ドルとなり、金1オンス(1233.30ドル)を超えた[50]。
- 3日
  -  三井住友フィナンシャルグループとりそなホールディングスは、三井住友FG傘下の関西アーバン銀行とみなと銀行、りそなHD傘下の近畿大阪銀行の地方銀行3行を2018年4月ごろをめどに経営統合することで基本合意したことを発表した。共同持ち株会社をつくり、東京証券取引所に上場させる方針[51]。
  -  総務省は1月の消費支出が前年比1.2%減と発表した[52]。
- 7日 -  ブラジル地理統計院は2016年の国内総生産が前年比3.6%減と発表した[53]。
- 8日
  -  財務省は1月の経常収支が２年半ぶりの低水準、655億円の黒字と発表した[54]。
  -  内閣府は10-12月期の国内総生産(2次速報値)が前期比で0.3%増と発表した[55]。
- 9日 -  参議院財政金融委員会にて、プリンストン大学のクリストファー・シムズらが提唱し、財政政策が物価の決定を主導するとした、物価水準の財政理論（英語版）（いわゆる「シムズ理論」）について、黒田東彦日本銀行総裁が否定的な見解を示し[56]、麻生太郎財務大臣は自身の在任中に採用することはないと明言[57]。
- 15日
  -  アメリカの連邦公開市場委員会は政策金利を0.25%引き上げ0.75〜1%とした[58]。
  -  ニュージーランドの統計局は10-12月の経常収支が15.99億NZドルの赤字と発表した[59]。
- 16日
  -  共に新潟県に本社を置く地方銀行の第四銀行（新潟市）と北越銀行（長岡市）が、経営統合する方向で最終調整に入った。2018年春にも共同で持ち株会社を設立し、両行が傘下に入る見通し。将来的には合併も視野に入れる方針としている[60]。
  -  香港の金融管理局は政策金利を0.25%引き上げ1.25%とした[61]。
- 23日 - アジアインフラ投資銀行に新たに13カ国・地域[62]が加盟し、加盟国・地域は70となり、アジア開発銀行のアジア開発銀行の67を上回った[63]。
- 29日 - レッド・プラネット・ジャパンは定時株主総会で資本金1円を可決した[64][65]。
- 30日
  -  メキシコの中央銀行は政策金利を0.25%引き上げ6.5%とした[66]。
  -  中国の国家外貨管理局は2016年の経常収支が1964億ドルの黒字と発表した[67]。
  -  アメリカの商務省は10-12月期国内総生産(確定値)が前期比年率2.1％増と発表した[68]。
- 31日
  -  トルコ統計局は10-12月の国内総生産が前年比3.5%増と発表した[69]。
  -  総務省は2月の消費支出が前年比3.8%減と発表した[70]。
  -  アメリカの商務省は2月の消費支出が前年比0.1%増と発表した[71]。
  -  イギリスの統計局は10-12月期国内総生産(確報値)が前期比0.7％増と発表した[72]。
  -  総務省は2月の完全失業率が2.8％と発表した。22年8カ月ぶりの低水準[73]。

### 4月
- 1日
  -  コカ・コーラウエストとコカ・コーライーストジャパンの経営統合による「コカ・コーラボトラーズジャパン」発足[74]。
  -  富士重工業が社名を「株式会社SUBARU」に変更[75]。
  -  JXホールディングスと東燃ゼネラル石油が株式交換を行ってJXホールディングスが「JXTGホールディングス」に社名変更、東燃ゼネラル石油はJXエネルギーに吸収合併され、JXエネルギーは「JXTGエネルギー」に社名変更[76]。
  -  大阪府の民間放送会社・毎日放送（MBS）が認定放送持株会社に移行し、「MBSメディアホールディングス」に社名変更、放送事業を新法人の「株式会社毎日放送」（毎日放送分割準備株式会社から社名変更）へ譲渡[77]。
  -  みずほ銀行の頭取に藤原弘治が就任し、前頭取の林信秀は代表権のない会長に就任[78]。
- 4日 -  日銀は3月末の資金供給量が過去最高の447.2兆円となったと発表した[79]。
- 5日
  -  新潟県を地盤とする地方銀行、第四銀行（新潟市）・北越銀行（長岡市）は、2018年4月に持ち株会社方式で経営統合し、20年春をめどに合併することで基本合意したと発表。第四と北越が出資して共同持ち株会社「第四北越フィナンシャルグループ」を新設し、その傘下に2行が収まる。その後、両行を合併させる方針[80]。
  -  日銀は10-12月の需給ギャップがプラス0.17％と発表した。プラスは2015年1-3月以来[81]。
  -  韓国の中央銀行は2月の経常収支が84億ドルの黒字と発表した[82]。
- 6日 -  ブルームバーグは2016年度に日本での社債発行額が過去最高の11.5兆円となったと発表した。0.1％以下の社債は3.8兆円[83]。
- 10日 -  財務省は2月(速報)の経常収支が2.8兆円の黒字と発表した。前年比18.2％増[84]。
- 12日 -  ブラジルの中央銀行は政策金利を1%引き上げ11.25%とした[85]。
- 17日 -  中国の統計局は1-3月期国内総生産が前年比6.9％増と発表した[86]。
- 21日 -  欧州中央銀行は2月のユーロ圏経常収支(季節調整後)が379.0億ユーロの黒字と発表した[87]。
- 28日
  -  ロシアの中央銀行は政策金利を0.5%引き上げ9.25%とした[88]。
  -  アメリカ合衆国の商務省は1-3月期国内総生産(速報値)が前期比(年率換算)0.7％増と発表した[89]。
  -  台湾の主計処は1-3月期国内総生産(速報値)が前年比2.56％増と発表した[90]。
  -  日本の総務省は3月の消費支出が前年比1.3%減と発表した。減少は13ヶ月連続[91]。
  -  日本の厚生労働省は3月の有効求人倍率(季節調整値)が1.45倍と発表した。26年4ヶ月ぶりの高水準[92]。

### 5月
- 2日 -  日銀は4月末の資金供給量が過去最高の462.1兆円となったと発表した[93]。
- 3日
  -  プエルトリコは破綻手続きを始めた。債務は約700億ドル[94]。
  -  欧州連合の統計局は1-3月期のユーロ圏域内総生産(速報値)が前期比0.5%増と発表した[95]。
- 5日
  -  マレーシアと 日本は30億ドル規模の二国間通貨スワップ協定に基本合意したと公表した[96]。
  -  タイ王国と 日本は30億ドル規模の二国間通貨スワップ協定に基本合意したと公表した[97]。
  -  アメリカ合衆国の労働省は4月の失業率が4.4%と発表した。10年ぶりの低水準[98]。
  -  台湾の中央銀行は4月末の外貨準備高が過去最高の4384億ドルと発表した[99]。
- 9日
  -  スカパーJSATホールディングスは2017年3月期決算の発表を延期した[100]。
  -  日本の厚生労働省は3月の実質賃金(速報)が前年比0.8%減と発表した。所定内給与は0.1%減[101]。
- 11日
  -  中国国家外為管理局は1-3月期(速報)の経常収支が190億ドルの黒字と発表した[102]。
  -  日本の財務省は2016年度の経常収支が20.2兆億円の黒字と発表した。9年ぶりの高水準[103]。
  -  大韓民国の統計庁は4月の失業率が4.2%と発表した。17年ぶりの高水準[104]。
- 12日 -  香港政府は1-3月期域内総生産(速報値)が前年比4.3％増と発表した[105]。
- 16日 -  欧州連合の統計局は1-3月期のユーロ圏域内総生産(改定値)が前期比0.5%増と発表した[106]。
- 17日
  -  イギリスの統計局は1-3月期の失業率が4.6%と発表した。42年ぶりの低水準[107]。
  -  オーストラリアの統計局は1-3月期の賃金価格指数が前期比0.5%増と発表した。前年比は過去最低の1.9%増[108]。
- 18日
  -  メキシコの中央銀行は政策金利を0.25%引き上げ6.75%とした[109]。
  -  日本の内閣府は1-3月期の国内総生産(1次速報値)が前期比で0.5%増と発表した[110]。
- 19日
  -  マレーシアの中央銀行は1-3月期の国内総生産が前年比で5.6%増と発表した[111]。
  -  欧州中央銀行は3月のユーロ圏経常収支(季節調整後)が341億ユーロの黒字と発表した[112]。
  -  ニュージーランドと 中華人民共和国は250億元/50億NZドル規模の二国間通貨スワップ協定を3年延長したと発表した[113]。
- 20日 - ソフトバンクグループがサウジアラビアなどと共同でソフトバンク・ビジョン・ファンドを発足し、930億ドル（当時約10兆4000億円）の初回出資が完了したことを発表[114]。
- 23日 - 日本の厚生労働省は2016年度の実質賃金(確報)が前年比0.4%増と発表した。6年ぶりの増加[115]。
- 26日 - アメリカ合衆国商務省は1-3月期の国内総生産(改定値)が前期比1.2%増と発表した[116]。
- 30日 -  日本の総務省は4月の消費支出が前年比1.4%減と発表した。減少は14ヶ月連続[117]。
- 31日 - ブラジルの中央銀行は政策金利を1%引き下げ10.25%とした[118]。

### 6月
- 1日 - イタリア国家統計局は1-3月期の国内総生産(改定値)が前期比0.4%増と発表した[119]。
- 2日
  -  日銀は5月末の資金供給量が455.9兆円となったと発表した。減少は３カ月ぶり[120]。
  - 大韓民国の中央銀行は1-3月期の国内総生産(改定値)が前期比1.1%増と発表した[121]。
  - 日本の年金積立金管理運用独立行政法人は東芝粉飾決算事件に関して新日本有限責任監査法人を提訴した[122]。
  - ダウ工業株30種平均が過去最高の2万11206.29ドルとなった[123]。
  - アメリカ合衆国の労働省は5月の失業率が4.3%と発表した。16年ぶりの低水準[124]。
- 3日 - トヨタ自動車が、2010年に資本・業務提携したテスラ・モーターズの株式を、2016年末時点までに全て売却、資本提携を解消したことが判明[125]。
- 5日 - 大韓民国の中央銀行は5月末の外貨準備高が過去最高の3784.6億ドルと発表した[126]。
- 7日 - オーストラリア統計局は1-3月期の国内総生産が前期比0.3%増と発表した[127]。
- 8日
  - 日本の内閣府は1-3月期の国内総生産(改定値)が前期比0.3%増と発表した[128]。
  - 日本の財務省は4月の経常収支(速報)が1兆9519億円の黒字と発表した。34ヶ月連続の黒字[129]。
- 9日
  - ダウ工業株30種平均が過去最高の2万1271.97ドルとなった[130]。
  - インドの中央銀行は6月2日の外貨準備高が過去最高の3811億6780万ドルと発表した[131]。
- 13日 -  アメリカの通信会社・ベライゾン・コミュニケーションズは、Yahoo!の中核企業買収の手続きを完了したと発表。中核事業はAOLと統合してOathとなる一方、会社そのものは社名をアルタバ(Altaba Inc.)に変更し、アリババやヤフー(日本)の株式を運営する投資会社となる。マリッサ・メイヤーCEOは退任[132]。
- 14日 - 日本の内閣府は1-3月期の需給ギャップがプラス0.1%と発表した[133]。
- 15日
  - オーストラリアの統計局は5月期の失業率が5.5%と発表した。2013年2月以来の低水準[134]。
  - ルクセンブルクで開催されたユーロ圏財務相会合で、ギリシャに対する85億ユーロの追加融資で合意[135]。
  - アジアインフラ投資銀行はインドのインフラファンドに1億5千万ドルを出資すると発表。AIIBによる出資案件は初[136]。
- 16日
  - ダウ工業株30種平均が過去最高の2万1383.28ドルとなった[137][リンク切れ]。
  - ロシアの中央銀行は政策金利を0.25%引き上げ9%とした[138]。
- 19日 - ダウ工業株30種平均が過去最高の2万1528.99ドルとなった[139]。
- 20日 -  ギリシャの中央銀行は4月の経常収支が4.62億ユーロの赤字と発表した[140]。
- 22日 - メキシコの中央銀行は政策金利を0.25%引き上げ7%とした[141]。
- 23日 - 日本の厚生労働省は4月の実質賃金(確報)が前年比0.5%増と発表した。所定内給与は0.4%増[142]。
- 26日
  - 自動車安全部品製造大手のタカタ、同社主力商品のエアバッグの欠陥に伴うリコールや死亡事故に対する損害賠償などにより、最終的な負債が1兆円を超える見通しとなり、東京地方裁判所に民事再生法の適用を申請、日本国内の製造業として過去最大の経営破綻[143]。
  - アメリカ合衆国商務省は1-3月期の国内総生産(確報値)が年率換算前期比1.4%増と発表した[144]。
- 29日 - アジアインフラ投資銀行が、ムーディーズから最高ランク「Aaa」の格付けをされたと発表[145]。
- 30日
  - 日本の総務省は5月の消費支出が前年比0.1%減と発表した。減少は15ヶ月連続[146]。
  - 日本の厚生労働省は5月の有効求人倍率(季節調整値)が1.49倍と発表した。43年ぶりの高水準[147]。

### 7月
- 1日 - 味の素ゼネラルフーヅが「味の素AGF」に社名変更[148]。
- 4日
  - 日銀は6月末の資金供給量が過去最高の468.0兆円となったと発表した[149]。
- 5日
  - 大韓民国の中央銀行は5月の経常収支が59.4億ドルの黒字と発表した[150]。
  - 日銀は1-3月期の需給ギャップがプラス0.79%と発表した。３四半期連続プラス[151]。
- 6日 -  セブン&アイ・ホールディングスとアスクルが業務提携を発表。両社の通販サイトで互いの商品を扱うほか、共同で食材の宅配事業に取り組む[152]。
- 10日
  -  国内商船大手の日本郵船、商船三井、川崎汽船、以上三社がコンテナ船事業を統合した新会社『オーシャン・ネットワーク・エクスプレス(ONE)』が発足[153]。
  - 日本の財務省は5月の経常収支(速報)が1兆6539億円の黒字と発表した[154]。
- 12日 - カナダの中央銀行は政策金利を0.25%引き上げ0.75%とした[155]。
- 14日 - シンガポール通産省は4-6月期の国内総生産(速報値)が季節調整済みの前期比年率0.4%増と発表した[156]。
- 15日 - 大韓民国の最低賃金委員会は最低賃金を時給7530ウォンに決議した。前年比16.4%増[157]。
- 16日 - ベネズエラの中央銀行は外貨準備高が過去20年で最低の100億ドルを下回ったと発表した[158]。
- 17日 - 中国国家統計局は4-6月期の国内総生産が前年比6.9%増と発表した[159]。
- 20日
  - 欧州中央銀行は5月のユーロ圏経常収支(季節調整後)が301億ユーロの黒字と発表した[160]。
  - 国際通貨基金はギリシャに対する約18億ドルの支援融資を理事会で原則承認したと発表[161]。
- 24日 - 国際通貨基金の追加融資決定を受けてギリシャが3年ぶりに国債を発行することを決定[162]。
- 25日 - 日本の中央最低賃金審議会の小委員会は、2017年度の最低賃金の引き上げ幅の目安を全国平均で25円とすることを決めた。引き上げ率は政府が目標に掲げる3％相当となった[163]。
- 26日 - ブラジルの中央銀行は政策金利を1%引き上げ9.25%とした[164]。
- 28日
  - 世界自動車大手各社の2017年上半期の販売実績がこの日までに出そろい、ルノー・日産自動車連合+三菱自動車が、トヨタ自動車(ダイハツ・日野自動車を含む)や独フォルクスワーゲンを抜いて、売り上げ首位。なお、ルノー・日産が首位に立つのは、初めて[165]。
  - アメリカ合衆国商務省は4-6月期の国内総生産(速報値)が前期比2.6%増と発表した[166]。
  - ダウ工業株30種平均が過去最高の2万1830.31ドルとなった[167]。
  - 日本の総務省は6月の実質消費支出が前年比2.3%増と発表した[168]。
  - 日本の総務省は6月の完全失業率が2.8％と発表した。有効求人倍率は43年4カ月ぶりの高水準1.51倍[169]。

### 8月
- 1日
  - 東芝が東証1部から東証2部に降格、また、東証株価指数など主要株価指数から除外[170]。
  - 欧州連合の統計局は4-6月期のユーロ圏域内総生産(速報値)が前期比0.6%増と発表した[171]。
- 2日 - インドの中央銀行は政策金利を0.25%引き上げ6%とした[172]。
- 3日 - 大韓民国の中央銀行は6月の経常収支が70.1億ドルの黒字と発表した[173]。
- 4日
  - トヨタ自動車とマツダは、電気自動車の共同開発などを進めるため、相互に出資する資本提携を行うことを表明[174]。
  - ダウ工業株30種平均が過去最高の2万2092.81ドルとなった[175]。
- 7日 - ダウ工業株30種平均が過去最高の2万2118.42ドルとなった[176]。
- 8日
  - ツルハやくすりの福太郎を子会社に持つツルハホールディングス（北海道札幌市）が、杏林堂グループホールディングスおよび子会社の杏林堂薬局（静岡県浜松市）を9月に子会社化することを発表[177]。これによりツルハHDは、売上高はウエルシアホールディングスを、店舗数はマツモトキヨシを、それぞれ上回りドラッグストア業界首位となる[178]。
  - 日本の財務省は2017年上半期の経常収支(速報)が10兆5101億円の黒字と発表した[179]。
- 11日 - ロシア連邦統計局は4-6月期の国内総生産(速報値)が前年比2.5%増と発表した[180]。
- 14日 - 日本の内閣府は4-6月期の国内総生産(速報値)が前期比1%増と発表した。6期連続プラス成長は11年ぶり[181]。
- 16日
  - イギリスの統計局は4-6月の実質賃金上昇率が前年比0.5%減と発表した[182]。
  - イギリスの統計局は4-6月の失業率(ILO方式)が4.4%と発表した。1975年以来の低水準[183]。
  - オーストラリアの統計局は4-6月の賃金価格指数が過去最低の前年比1.9%増と発表した[184]。
- 17日
  - フィリピン統計局は4-6月期の国内総生産が前年比6.5%増と発表した[185]。
  - フランスの国立統計経済研究所は4-6月の失業率(ILO方式)が9.5%と発表した。５年ぶりの低水準[186]。
- 18日
  - マレーシア中央銀行は4-6月期の国内総生産が前年比5.8%増と発表した[187]。
  - 欧州中央銀行は6月のユーロ圏経常収支が季節調整後で212億ユーロの黒字と発表した[188]。
- 18日 - ユーロ/ドルが2年7か月ぶりのユーロ高、1.1941ドルとなった[189]。
- 21日 - ロシア財務省、旧ソ連時代からの対外公的債務の最後となる返済を、旧ユーゴスラヴィアから債権を継承したボスニア・ヘルツェゴヴィナに行ったと発表。返済額は1億2520万ドル（約136億円）[190]。
- 29日
  - 日本の総務省は7月の実質消費支出が前年比0.2%減と発表した[191]。
  - 日本の厚生労働省は7月の有効求人倍率(季節調整値)が1.52倍と発表した。43年5ヶ月ぶりの高水準[192]。
- 31日 - アメリカ合衆国の商務省は7月の消費支出が前年比0.3%増と発表した[193]。

### 9月
- 2日 - 日本の財務省は４～６月期の全産業(金融・保険業を除く)の経常利益が前年比22.6%増で過去最高の22兆3900億円と発表した。利益剰余金(内部留保)も過去最高の406兆2348億円[194]。
- 3日 - 日本の財務省は4-6月の大企業、労働分配率が46年ぶりの低水準43.5％と発表した[195]。
- 4日
  - 東京商品取引所で金の先物価格が2年2ヶ月ぶりの高値4707円となった[196]。
  - 日銀は8月末の資金供給量が過去最高の469兆1626億円となったと発表した[197]。
  - 有力英字紙カンボジア・デイリーが税務当局から630万ドル（約6億9000万円）の支払いを命じられ、廃刊に追い込まれた[198]。
- 6日
  - 日本の厚生労働省は7月の実質賃金(速報)が前年比0.8%減と発表した。所定内給与は前年比0.5%増[199]。
  -  ブラジルの中央銀行が政策金利を1%引き上げ、8.25%とした[200]。
  - オーストラリア統計局は4-6月期の国内総生産が前年比1.8%増と発表した[201]。
- 7日 - カナダの中央銀行は政策金利を0.25%引き上げ1%とした[202]。
- 8日
  - 日本の内閣府は4-6月期の国内総生産(2次速報)が前期比0.6%増と発表した[203]。
  - 日本の財務省は7月の経常収支が2兆3200億円の黒字と発表した。37ヶ月連続の黒字[204]。
  - カナダの統計局は8月の失業率が6.2%と発表した。2008年10月以来の低水準[205]。
- 13日 - イギリス政府統計局は5-7月の失業率が42年ぶり低水準4.3%と発表した[206]。
- 15日
  - ロシアの中央銀行は政策金利を0.5%引き上げ8.5%とした[207]。
  - ダウ工業株30種平均が過去最高の2万2268.34ドルとなった[208]。
- 18日
  - 玩具販売最大手トイザらスが連邦破産法11条の適用をバージニア州の裁判所に申請[209]。
- 20日 - ダウ工業株30種平均が過去最高の2万2412.59ドルとなった[210]。
- 29日
  - イギリス政府統計局は4-6月期の国内総生産(確定値)が前期比0.3%増と発表した[211]。
  - アメリカ合衆国商務省は8月の実質個人消費支出が前月比0.1%減と発表した[212]。
  - 日本の総務省は8月の実質消費支出が前年比0.6%増と発表した[213]。
  - 連邦準備制度理事会（FRB）、HSBCホールディングスに外国為替取引での不適切な情報交換を行っていたとして、1億7500万ドル（約２００億円）の制裁金を科した[214]。

### 10月
- 1日
  -  日立マクセルがマクセルホールディングスに社名変更[215]。
  -  ヤマト運輸の運賃が27年ぶりに値上げ[216]。
- 2日 - 日銀は人手不足感が25年半ぶりの高さと発表した[217]。
- 3日 - 日銀は9月末の資金供給量が過去最高の474兆6665億円となったと発表した[218]。
- 5日 - ダウ工業株30種平均が過去最高の2万2775.39ドルとなった[219]。
- 6日
  - 日本の厚生労働省は8月の実質賃金(速報)が前年比0.1%増と発表した。所定内給与は実質-0.2%減[220]。
  - フィリピンと日本は120億ドル(フィリピン側)の日本円二国間通貨スワップ協定を改正したと発表した。40%までIMF無関係[221]。
- 10日
  - 日本の財務省は8月の経常収支が２兆3804億円の黒字と発表した。38ヶ月連続の黒字[222]。
  - 欧州中央銀行（ECB）がギリシャ経済危機への対応として2012年から2016年にかけて得た同国国債の利子収入が、これまでに78億ユーロ（約1兆円）に達していることが判明。　ECBおよびユーロ圏19カ国の中央銀行は、合わせて約350億ユーロ（約4兆7000億円）分のギリシャ国債を購入しており、各中央銀が同国債で得た利益はギリシャ政府に提供することで合意している[223]。
- 11日 - ダウ工業株30種平均が過去最高の2万2872.89ドルとなった[224]。
- 12日 - ビットコインの価格が初めて5000ドルを超えた[225]。
- 13日 - 大韓民国の中央銀行は中国との通貨スワップ協定(560億ドル)を3年延長したと発表した[226]。
- 19日
  - 中国国家統計局は7-9月期の国内総生産が前年比6.8%増と発表した[227]。
  - オーストラリアの統計局は9月の失業率が5.5％と発表した[228]。
- 20日
  - 日経平均株価が56年ぶりの14連騰となった[229]。
  - ダウ工業株30種平均が過去最高の2万3328.63ドルとなった[230]。
- 24日 - ダウ工業株30種平均が過去最高の2万3441.76ドルとなった[231]。
- 25日 - ブラジルの中央銀行が政策金利を0.75%引き下げ、7.5%とした[232]。
- 27日
  - ロシアの中央銀行が政策金利を0.25%引き下げ、8.25%とした[233]。
  - アメリカ合衆国商務省は7-9月期の国内総生産(速報値)が年率換算前期比3.0%増と発表した[234]。
- 26日
  - 大韓民国の中央銀行は7-9月期の国内総生産(速報値)が前期比1.4%増と発表した。2010年以来の高成長[235]。
  - スペインの統計局は7-9月の失業率が16.38％と発表した。2008年以来の低水準[236]。
- 27日 - 日経平均株価が21年ぶりの2万2008.45円となった[237]。
- 20日 - 日本の厚生労働省は8月の実質賃金(確報)が前年比0.1%減と発表した[238]。
- 31日
  - 日本の総務省は9月の実質消費支出が前年比0.3%減と発表した[239]。
  - 欧州連合の統計局は7-9月期のユーロ圏域内総生産が前期比0.6%増と発表した[240]。

### 11月
- 2日
  - イギリスの中央銀行が政策金利を0.25%引き上げ、0.5%とした[241]。
  - 日銀は10月末の資金供給量が過去最高の476兆6167億円となったと発表した[242]。
  - 日経平均株価が21年4ヶ月ぶりの高値2万2539.12円となった[243]。
- 3日
  - アメリカ合衆国の労働省は10月の失業率が4.1%と発表した。17年ぶりの低水準[244]。
  - ダウ工業株30種平均が過去最高の2万3539.19ドルとなった[245]。
- 6日
  - 中国の国家外為管理局は7-9月の経常収支(速報値)が371億ドルの黒字と発表した[246]。
  - インドネシアの統計局は7-9月の国内総生産が前年比5.06%増と発表した[247]。
  - 原油先物が2年ぶりの高値となった。WTIは57.35ドル、ブレント原油は64.27ドル[248]。
- 7日 - 日経平均株価が25年10ヶ月ぶりの高値2万2937.60円となった[249]。
- 8日
  - ダウ工業株30種平均が過去最高の2万3563.36ドルとなった[250]。
  - Appleの時価総額が9000億ドル超えとなった[250]。
  - ドナルド・トランプ大統領、アジア歴訪第3の訪問国である中国を訪問。米中間貿易の是正するための具体策を要求した。対する習近平主席はエネルギーや航空機など、総額2535億ドル（約28兆8千億円）に上る巨大商談を展開した。[251][252]。
- 9日
  - 日本の財務省は9月の経常収支が２兆2712億円の黒字と発表した。39ヶ月連続の黒字[253]。
  - 日本の厚生労働省は9月の実質賃金(速報)が前年比0.5%増と発表した[254]。
- 10日 - 香港政府は7-9月の域内総生産(速報値)が前年比3.6%増と発表した[255]。
- 14日 - S&P、ベネズエラが外貨建て長期国債の利払い2億ドル（約230億円）を期限までに払えなかったとして、同国債の格付けを「選択的デフォルト（SD）」に引き下げた[256]。
- 15日
  - ロシア財務省はベネズエラ国債の債務再編に合意したと発表した。ベネズエラ国債は「選択的デフォルト」となった[257]。
  - オーストラリアの統計局は7-9月の賃金価格指数が前年比2.0%増と発表した[258]。
  - 日本の内閣府は7-9月期の国内総生産(速報)が前期比0.3%増と発表した[259]。
- 17日
  - 欧州中央銀行は9月のユーロ圏経常収支が378億ユーロの黒字と発表した[260]。
  - マレーシアの中央銀行は7-9月期の国内総生産が前年比6.2%増と発表した[261]。
- 16日 - 大韓民国の中央銀行はカナダとの通貨スワップ協定(限度額無制限、無期限)を締結したと発表した[262]。
- 20日
  - 国際労働機関は2017年の世界の若者(15〜24歳)の失業率は13.1％と予測した。前年比0.1%増[263]。
  - タイ王国の国家経済社会開発庁は7-9月期の国内総生産が前年比4.3%増と発表した[264]。
- 21日 - ダウ工業株30種平均が過去最高の2万3590.83ドルとなった[265]。
- 23日 - 原油先物が2年ぶりの高値となった。WTIは58.58ドル[266]。
- 24日 -  メキシコの国立統計地理情報院は7-9月期(確定値)の国内総生産が前年比1.5%増と発表した[267]。
- 29日
  - アメリカ合衆国商務省は7-9月期の国内総生産(改定値)が前期比3.3%増と発表した[268]。
  - ビットコインの価格が初めて1万ドルを超えた[269]。
- 30日
  - アメリカ合衆国商務省は10月の個人消費支出が前月比0.3%増と発表した[270]。
  - 大韓民国の中央銀行は政策金利を0.25%引き上げ1.5%とした[271]。
  - ダウ工業株30種平均が過去最高の2万4272.35ドルとなった[272]。

### 12月
- 1日
  - 日本の厚生労働省は10月の有効求人倍率が1.55倍と発表した。43年9カ月ぶりの高水準[273]。
  - 日本の総務省は10月の消費支出が前年比で横ばいと発表した[274]。
  - イタリア国家統計局は7-9月期の国内総生産(改定値)が前期比0.4%増と発表した[275]。
  - ブラジル地理統計院は7-9月期の国内総生産が前期比0.1%増と発表した[276]。
- 5日 - 大韓民国の中央銀行は10月の経常収支(速報値)が57.2億ドルの黒字と発表した[277]。
- 6日
  - オーストラリア統計局は7-9月期の国内総生産が前年比2.8%増と発表した[278]。
  -  ブラジルの中央銀行が政策金利を0.5%引き下げ、7%とした[279]。
- 7日 - ビットコインの価格が初めて1万5000ドルを超えた[280]。
- 8日
  - ダウ工業株30種平均が過去最高の2万4329.16ドルとなった[281]。
  - 日本の財務省は10月の経常収支が２兆1764億円の黒字と発表した。40ヶ月連続の黒字[282]。
  - 日本の内閣府は7-9月期の国内総生産(2次速報値)が前期比0.6%増と発表した[283]。
  - 日本の厚生労働省は10月の実質賃金(速報)が前年比0.6%増と発表した。10カ月ぶりの増加。所定内給与は0.7%増[284]。
- 10日 - シカゴ・オプション取引所(Chicago Board Options Exchange)でビットコイン(XBT)の先物取引が始まった[285]。
- 11日 - トルコの7-9月期の国内総生産が前年比11.1%増と発表された[286]。
- 15日
  - ダウ工業株30種平均が過去最高の2万4651.74ドルとなった[287]。
  - ロシアの中央銀行が政策金利を0.5%引き下げ、7.75%とした[288]。
- 17日 - シカゴ・マーカンタイル取引所でビットコインの先物取引が始まった[289]。
- 18日 - ダウ工業株30種平均が過去最高の2万4792.20ドルとなった[290]。
- 19日 - アメリカ合衆国の商務省は7-9月の経常収支が1005.66億ドルの赤字と発表した。前期比19.2％減[291]。
- 20日 - 欧州中央銀行は10月のユーロ圏経常収支が308億ユーロの黒字と発表した[292]。
- 22日
  - フランス国立統計経済研究所は11月の消費支出が前月比で2.2%増と発表した[293]。
  - フランスの7-9月期の国内総生産(確報値)が前期比0.6%増と発表された[294]。
  - 日本の厚生労働省は10月の実質賃金(確報)が前年比0.1%減と発表した。5カ月連続のマイナス[284]。
- 26日
  - 日本の総務省は11月の完全失業率が2.7％と発表した。24年ぶりの低水準[295]。
  - 原油先物が2年半ぶりの高値となった。WTIは60ドル、ブレント原油は67ドルを突破した[296]。
  - 日本の総務省は11月の消費支出が前年比1.7%増加と発表した。3カ月ぶりの増加[297]。
- 27日 - ベネズエラのマドゥロ大統領が創設される暗号通貨ペトロに対し「1ペトロ当たり石油１バレル」を保証すると約束した[297]。
- 28日 - ダウ工業株30種平均が過去最高の2万4837.51ドルとなった[298]。

## 企業の上場と上場廃止
- 上場(東証1)：1月4日 - AOI TYO Holdings[299]
- 上場廃止(東証1)：1月20日 - マネースクウェアHD[300]
- 上場(ジャスダック)：3月16日 - ほぼ日[301]
- 上場(マザーズ)：3月21日 - 力の源ホールディングス[302]
- 上場(東証1)：3月22日 - マクロミル[303]
- 上場(東証1)：3月30日 - スシローグローバルホールディングス[304]
- 上場廃止(東証1)：5月1日 - バンク・オブ・アメリカ[305]
- 上場廃止(東証1)：7月27日 - タカタ[306]
- 上場廃止(東証1)：7月27日 - 日本コロムビア[307]
- 上場（マザーズ）：9月14日 - ウォンテッドリー[308]
- 上場（ジャスダック）：9月26日 - 壽屋[309]
- 上場廃止(東証1)：9月27日 - パナホーム[310]
- 上場（マザーズ）：9月29日 マネーフォワード[311]
- 上場廃止(東証1)：12月27日 - ダンロップスポーツ[312]